# Philautus aurantium
Philautus aurantium es una especie de rana que habita en Borneo.
Esta especie se encuentra amenazada de extinción debido a la destrucción de su hábitat natural.